# Прево, Жак Маркус
Жак Маркус Прево (урождённый Жак-Марк Прево; фр. Jacques Marcus Prevost, англ. Jacques Marcus Prevost; 1736, Женева — 1781, Колония Ямайка) — офицер британской армии, участник Семилетней войны и Войны за независимость США, первый муж Феодосии Бартоу Бёрр, жены 3-го вице-президента США Аарона Бёрра.

## Биография
Жак Маркус Прево родился в 1736 году в семье члена Женевского совета двухсот Огюстена Прево (1695—1740) и его жены Луизы Мартины (ум. 1743), он вырос в Босси на территории тогдашней Женевской республики, и у него было восемь братьев и сестёр, включая Огюстена (1723—1786) и Жака (1725—1776). Вместе с двумя братьями он поступил на службу в голландскую армию. На фоне начала Семилетней войны и её американского театра французско-индейской войны британские вербовщики вербовали солдат во многих частях Европы. Братья Прево также вступили в британскую армию, где Жак Маркус получил звание капитана. Вместе со своими братьями он был переведён в британские колонии в Северной Америке в 1756 году. Он принял участие в проигранной битве при Карильоне, где он был ранен. После выздоровления в 1761 году он первоначально участвовал в создании форпоста недалеко от нынешнего города Эри, штат Пенсильвания. Затем его перевели в Нью-Йорк. После окончания войны в 1763 году он женился на Феодосии Стиллвелл Бартоу (1746—1794), которая родила ему пятерых детей, включая сына Джона Бартоу Прево (1766—1825), который позже занимал несколько высоких постов в Соединённых Штатах как член Демократической республиканской партии. В последующие годы Прево дислоцировался в различных местах, в первую очередь в Пенсильвании и Нью-Йорке. Он и его жена переехали в дом на территории нынешнего американского штата Нью-Джерси, который стал известен как Эрмитаж или Хо-Хо-Кус.
В 1774 году Прево получил звание майора 60-го (Королевского американского) пешего полка. После начала Войны за независимость США Прево получил звание подполковника. В основном он использовался в провинции Джорджия, позже в американском штате Джорджия. Там он был назначен преемником Арчибальда Кэмпбелла на посту военного губернатора на несколько месяцев. Он занимал этот пост в 1779 году до возвращения бывшего губернатора Джеймса Райта. За это время большая часть колонии Джорджии была отвоевана британцами. В 1781 году Жак Маркус Прево был направлен на Ямайку, где он должен был помочь подавить восстание. Он умер там в 1781 году от ран, полученных во время войны.
После смерти Жака Маркуса Прево его вдова вышла замуж за 3-го вице-президента США Аарона Бёрра (1756—1836), от второго брака у неё был ещё один ребёнок, Феодосия Бёрр Олстон (1783—1813), вышедшая замуж за 44-го губернатора Южной Каролины Джозефа Олстона (1779—1816).

## Семья
Жак Маркус Прево был женат на Феодосии Стиллвелл Бартоу (1746—1794), от которой у него было пятеро детей:
- Огастин Джеймс Фредерик Прево (1765—1842)
- Джон Бартоу Прево (1766—1825).
- Салли Прево (1769—1815)
- Анна Луиза Прево (1770—1815)
- Мэри Луиза Прево (род. 1771)

Его племянник Джордж Прево (1767—1816) был губернатором Новой Шотландии с 1808 по 1811 год и генералом-губернатором Канады с 1812 по 1815 год.